# Curcuma pitukii
Curcuma pitukii là danh pháp khoa học của một loài nghệ, được Charun Maknoi, Surapon Saensouk, Sarayut Rakarcha và Woranart Thammarong mô tả khoa học năm 2021. Tên dịa phương là Cho Muang Pituk, trong tiếng Thái cho có nghĩa là cụm hoa, muang có nghĩa là màu tím và Pituk là tên của ông Pituk Punyajun.

## Từ nguyên
Tính từ định danh pitukii được đặt theo tên ông Pituk Punyajun, một người ủng hộ và hỗ trợ các nhà phân loại thực vật học ở Thái Lan trong hơn 25 năm qua và là người đầu tiên tìm thấy loài cây này.

## Chẩn đoán
C. pitukii giống nhất với C. eburnea ở cụm hoa ở đầu cành, số lượng lá bắc, không mào lá bắc, và có cựa bao phấn nhỏ hình chỉ. Lá của C. pitukii rậm lông tơ ở mặt trên, trong khi lá của C. eburnea nhẵn nhụi mặt trên. C. pitukii có lá bắc màu trắng ánh tím đến tím, trong khi C. eburnea có lá bắc màu trắng kem hoặc xanh lục nhạt. Chiều dài đài hoa của C. pitukii dài hơn so với C. eburnea (14–18 mm so với 8–10 mm). Chiều dài ống tràng của C. pitukii ngắn hơn so với C. eburnea (2,2–3 cm so với 3,5 cm). Các thùy tràng của C. pitukii có màu trắng ánh tím đến tím nhạt và thưa lông tơ ở đỉnh, trong khi ở C. eburnea chúng có màu trắng tinh và không lông. Chiều dài chỉ nhị ở C. pitukii dài hơn ở C. eburnea (5–8 mm so với 2 mm). Chiều dài bao phấn ở C. pitukii ngắn hơn ở C. eburnea (2,5–4 mm so với  8–9 mm).

## Mẫu định danh
Mẫu định danh: S. Rakarcha, W. Thammarong, S. Wongwan & M. Tabut 940; thu thập ngày 20 tháng 8 năm 2020, huyện Sop Prap, tỉnh Lampang, tây bắc Thái Lan. Holotype: Vườn thực vật Hoàng hậu Sirikit (QBG); isotypes: Cục Vườn quốc gia, Bảo tồn Động-Thực vật Hoang dã, Bộ Tài nguyên Môi trường Thái Lan (BKF), Đại học Khonkaen (KKU).

## Mô tả
Cây thân thảo sống lâu năm. Thân rễ hình trứng đến hình elip, 2,2–4 × 1,8–2 cm, mặt ngoài màu nâu nhạt, mặt trong màu vàng nhạt. Rễ chùm và có củ hình trứng đến hình elip, 2,5–4,5 × 1,3–2 cm, bên trong màu trắng trong mờ. Chồi lá cao 35–50 cm. Bẹ không phiến lá 2–3, dài 5–18 cm, mép có lông rung, màu ánh đỏ, mặt gần trục ban đầu có lông sau nhẵn nhụi, có lông tơ ở mặt xa trục. Lá 2–5; bẹ lá dài 12–20 cm, mép lá có lông rung, màu ánh đỏ, mặt gần trục ban đầu có lông sau nhẵn nhụi, có lông tơ ở mặt xa trục; lưỡi bẹ 2 thùy, dài ~2 mm, rậm lông tơ; cuống lá có rãnh, dài 9–15 cm, màu xanh lục đến ánh đỏ, có lông tơ; phiến lá hình elip, 22–32 × 9–12 cm, đỉnh nhọn, đáy hình nêm đến thuôn tròn, mặt gần trục màu xanh lục, rậm lông tơ, mặt xa trục màu xanh lục nhạt, ban đầu có lông sau nhẵn nhụi với đôi khi rậm lông tơ chạy gần mép, rộng ~0,5 mm. Cụm hoa ở đầu cành; cuống cụm hoa dài 3–7 cm, màu trắng ánh xanh lục, có lông tơ; cụm hoa bông thóc dài 6–9 cm, đường kính 4–5 cm; xim hoa bọ cạp xoắn ốc 2–4 hoa. Không mào lá bắc. Lá bắc hữu thụ 20–40, hình trứng rộng, 1,8–3,5 × 2,5–4,5 cm, hợp sinh 4–5 mm ở đáy, đỉnh nhọn, mép nguyên, màu trắng ánh tím đến tím, mặt gần trục ban đầu có lông sau nhẵn nhụi, mặt xa trục có lông tơ ở đáy, thưa lông tơ ở phía đỉnh. Lá bắc con nhỏ, hình tam giác hẹp, ~4 × 2 mm, đôi khi tiêu giảm hoàn toàn (không có). Hoa dài 4–5 cm, thò ra từ lá bắc. Đài hoa hình ống, dài 14–18 mm, đỉnh 3 thùy với một vết rạch bên dài 3–6 mm từ đỉnh, màu tím nhạt, có lông tơ, 2 thùy đỉnh có mấu nhọn với lông tơ thưa thớt. Ống tràng dài 2,2–3 cm, hình trụ hẹp ở đáy, hình phễu ở đỉnh, bên ngoài màu trắng ánh tím hoặc tím nhạt, có lông tơ, bên trong màu trắng, nhẵn nhụi ở phần đáy, với một vòng lông rậm ở khoảng cách ~2 cm từ đáy, có lông tơ ở phần hình phễu; thùy tràng lưng hình tam giác-hình mác, 16–22 × 5–8 mm, có mấu nhọn ở đỉnh, mấu nhọn ~1 mm, màu trắng ánh tím đến tím nhạt ở phần đáy với sắc tím tăng dần về phía đỉnh, nhẵn nhụi ở phần đáy với lông tơ thưa ở phần đỉnh và mấu nhọn; thùy tràng bên hình tam giác-hình mác, 12–19 × 4–7 mm, đỉnh nhọn rộng, màu trắng ánh tím đến tím nhạt ở phần đáy với sắc tím tăng dần về phía đỉnh, nhẵn nhụi ở phần đáy với lông thưa thớt ở đỉnh. Các nhị lép bên hình elip không đều, 12–17 × 7–12 mm, màu trắng, mặt gần trục có lông tơ, mặt xa trục thưa lông tơ đến nhẵn nhụi. Cánh môi hình trứng ngược không đều-hình thoi, 14–20 × 8–14 mm, lõm gian thùy sâu 2–3 mm, màu trắng với đường màu vàng nổi dọc theo tâm từ đáy đến đỉnh (chia thành hai mảng ở đáy giống hình chữ Y); có lông tơ nhỏ ở cả hai bên dải giữa. Nhị dài 8–11 mm, màu trắng; chỉ nhị phẳng, 5–8 × 2–3 mm, có lông tơ; bao phấn dài 2,5–4 mm, màu trắng, mô liên kết có lông tơ; cựa bao phấn nhỏ, dài ~0,8 mm, hình chỉ; mào bao phấn dài 1–3 mm, đỉnh hơi có khía. Bầu nhụy thuôn dài, 3–6 × 1,5–2 mm, 3 ngăn, màu trắng, rậm lông tơ dày hoặc hiếm khi thưa lông tơ; tuyến trên bầu 2, hình trụ, dài 3–6 mm, màu vàng nhạt; vòi nhụy màu trắng, nhẵn nhụi; đầu nhụy hình đầu, rộng 1–1,5 mm, lỗ có lông rung, màu trắng. Quả hình trứng ngược, 8–12 × 6–8 mm, màu trắng tinh với các chấm đỏ về phía đỉnh, nhẵn nhụi; hạt hình elip, 3–5 × 2–3 mm, màu nâu nhạt với áo hạt màu trắng. Ra hoa và tạo quả vào tháng 8.

## Phân bố
Loài đặc hữu Thái Lan (tỉnh Lampang). Mọc trên đất thịt pha sét, nơi râm mát trong rừng lá sớm rụng, cao độ 700 m so với mực nước biển.

## Sử dụng
Thân rễ trưởng thành và tươi của loài cây này được người dân địa phương sử dụng trong y học cổ truyền Thái Lan trong điều trị viêm dạ dày và giảm đầy hơi. Ngoài ra, họ còn ăn thân rễ tươi non như một loại rau.

## Lưu ý
Loài này thuộc phân chi Ecomata. Xét hai loài có quan hệ họ hàng gần là C. eburnea và C. pierreana cũng có cụm hoa ở đầu cành, không mào lá bắc, có tuyến trên bầu và có cựa bao phấn nhỏ hình chỉ. Ba loài này có thể dễ dàng phân biệt bằng lớp lông của lá, số lượng và màu sắc của lá bắc, chiều dài và màu sắc của đài hoa, tỷ lệ và màu sắc của các bộ phận khác nhau của hoa và lớp lông của hoa. Về mặt hình thái, C. pitukii giống nhất với C. eburnea ở số lượng lá bắc, nhị lép màu trắng và cánh môi màu trắng với dải giữa màu vàng chạy qua tâm cánh môi, nhưng đôi khi màu nhị lép của C. eburnea là màu trắng vệt màu ánh vàng đi qua tâm và đỉnh. Ngoài ra, C. pitukii có thể phân biệt rõ ràng với C. eburnea trong chẩn đoán trên đây. Nó cũng giống với C. pierreana ở chỗ cựa bao phấn hình chỉ nhỏ và bầu nhụy có lông, nhưng khác ở chỗ có 20–40 lá bắc (so với 10–20 lá bắc ở C. pierreana) màu trắng ánh tím đến tím (so với màu trắng kem ở C. pierreana), nhị lép màu trắng (so với nhị lép màu trắng với chóp màu tím sẫm ở C. pierreana).